# Швайнфурт (район)
Швайнфурт (нем. Landkreis Schweinfurt) — район в Германии, в административном округе Нижняя Франкония Республики Бавария. Официальный ключ — 09 6 78. Центр района — внерайонный город Швайнфурт в состав района не входит.
По данным на 31 декабря 2015 года:
- территория — 84 146,13 га;[2]
- население — 114 813 чел.;[3]
- плотность населения — 136,44 чел./км²;
- землеобеспеченность с учётом внутренних вод — 7328,97 м²/чел.

## Административно-территориальное устройство

Общины района Швайнфурт

В состав района входят в общей сложности 29 общин (муниципалитетов), в том числе одна городская, три ярмарочных и 25 сельских. Десять общин района объединены в два административных сообщества. На территории района также расположены семь межобщинных (неинкорпорированных, некорпоративных, невключённых) территорий (нем. Gemeindefreie Gebiete) площадью 35,29 км².

### Городскиеобщины
1. Герольцхофен (6 734)

### Ярмарочные общины
1. Вернэкк (10 721)
2. Обершварцах (1 424)
3. Штадтлауринген (4 483)

### Сельские общины
1. Берграйнфельд (4 976)
2. Вайгольсхаузен (2 893)
3. Вассерлозен (3 497)
4. Випфельд (1 142)
5. Гельдерсхайм (2 597)
6. Гоксхайм (6 494)
7. Графенрайнфельд (3 345)
8. Греттштадт (4 165)
9. Дингольсхаузен (1 236)
10. Диттельбрунн (7 530)
11. Доннерсдорф (1 933)
12. Зеннфельд (3 994)
13. Зульцхайм (2 014)
14. Ихтельхаузен (4 045)
15. Колицхайм (5 609)
16. Люльсфельд (815)
17. Михелау-им-Штайгервальд (1 165)
18. Нидерверн (7 964)
19. Ойербах (3 106)
20. Поппенхаузен (4 171)
21. Рётлайн (4 905)
22. Франкенвинхайм (993)
23. Шванфельд (1 981)
24. Швебхайм (4 071)
25. Шонунген (8 232)

### Объединения общин
1. Административное сообщество Герольцхофен
2. Административное сообщество Шванфельд

### Межобщинные территории— 35,29 км²
1. Бюргервальд — 8,04 км² (нем. Bürgerwald)
2. Гайерсберг — 0,79 км² (нем. Geiersberg)
3. Хундельсхаузен — 11,12 км² (нем. Hundelshausen)
4. Нонненклостер — 1,21 км² (нем. Nonnenkloster)
5. Штолльбергерфорст — 4,18 км² (нем. Stollbergerforst)
6. Фолльбург — 1,46 км² (нем. Vollburg)
7. Вустфилер-Форст — 8,49 км² (нем. Wustvieler Forst)

Данные о населении приведены по состоянию на 31 декабря 2010 года.

## Население
По оценке на 31 декабря 2015 года население района Швайнфурт составляет 114 813 чел. 

| Дата      | 1840  | 1871  | 1900  | 1925  | 1939  | 1950  | 1961  | 1970  | 1987   | 2011   |
| --------- | ----- | ----- | ----- | ----- | ----- | ----- | ----- | ----- | ------ | ------ |
| Население | 45740 | 49493 | 50924 | 58077 | 66978 | 85330 | 87582 | 98100 | 103697 | 113084 |

| Год       | 1960  | 1970  | 1980   | 1990   | 2000   | 2009   | 2010   | 2011   | 2012   | 2013   | 2014   | 2015   |
| --------- | ----- | ----- | ------ | ------ | ------ | ------ | ------ | ------ | ------ | ------ | ------ | ------ |
| Население | 86905 | 98694 | 102279 | 108032 | 116569 | 113425 | 113003 | 112991 | 112857 | 113007 | 113747 | 114813 |